# Xanthoparmelia vicentii
Xanthoparmelia vicentii är en lavart som beskrevs av A. Crespo, M. C. Molina & Elix. Xanthoparmelia vicentii ingår i släktet Xanthoparmelia och familjen Parmeliaceae.   Inga underarter finns listade i Catalogue of Life.